# Удівець (фільм, 1959)
«Удівець» (італ. Il Vedovo) — італійський комедійний фільм 1959 року, режисера Діно Різі, в якому взяли участь Альберто Сорді, Франка Валері та Леонора Руффо.
Кінострічка є прекрасним прикладом жанру італійської комедії, сатиричного стилю, зосередженого на самознущанні, який давно існував, але був започаткований двома фільмами Маріо Монічеллі: «Зловмисники, як завжди, залишилися невідомими» (1958) та «Велика війна» (1959). Жанр розвивався у фільмах Діно Різі — «Маттаторе» (1960) та «Важке життя» (1961), Луїджі Коменчіні — «Всі вдома» (1961), а його кульмінацією став фільм П'єтро Джермі — «Розлучення по-італійськи» (1961). Фільм також наближається до італійського неореалізму. У ньому показано суперечності італійського повоєнного економічного дива 1955—1972 років.

## Сюжет
Альберто Нарді (Альберто Сорді) — ще молодий і привабливий для жінок власник фабрики, на якій виробляють ліфти, уявляє себе людиною з великими можливостями, однак багато років балансує на межі банкрутства. Він одружений з багатою Ельвірою Альміраї (Франка Валері), у якої вима́нює гроші для утримання свого бізнесу на плаву.
Альберто має коханку Джою (Леонора Руффо), про що догадується Ельвіра, але вважаючи свого чоловіка за дурника, впевнена, що він ніколи не залишить її, надіючись заволодіти її статками. Проте Альберто не кохає її й здатний навіть піти на злочин, щоб успадкувати її гроші.

## Ролі виконують
- Альберто Сорді —  Альберто Нарді
- Франка Валері — Ельвіра Альміраї
- Лівіо Лоренцон[it] — Маркіс Стуккі
- Леонора Руффо[it] — Джоя
- Нандо Бруно[it] — дядько Нарді
- Нанда Прімавера[it] —  Італія, мати Джої
- Енцо Петіто[it]  — Фріцмаєр
- Анджела Луче — Маргеріта

## Навколо фільму
- Поштовхом до фільму була реальна судова справа, яка сталася в Італії в 1958 році. Бізнесмен з фінансовими проблемами організував вбивство своєї дружини, щоб одержати гроші за страхування її життя.
- У фільмі висміюється лицемірство, вульгарність та цинізм бізнесмена, якого ніщо не може зупинити перед бажанням наживи та задоволень.